# 薄毛委陵菜
薄毛委陵菜（学名：Potentilla inclinata）是蔷薇科委陵菜属的植物。分布于南欧至俄罗斯中亚地区、中欧以及中国大陆的新疆等地，生长于海拔1,000米至1,300米的地区，常生于山坡湿地以及河漫滩，目前尚未由人工引种栽培。

## 异名
- Potentilla canescens Bess.
- Potentilla inclinata Vill.